# Deraeocoris schuhi
Deraeocoris schuhi är en insektsart som beskrevs av Razafimahatratra och John D. Lattin 1982. Deraeocoris schuhi ingår i släktet Deraeocoris och familjen ängsskinnbaggar. Inga underarter finns listade i Catalogue of Life.